# Verbesina stricta
Verbesina stricta là một loài thực vật có hoa trong họ Cúc. Loài này được (Hemsl.) A.Gray miêu tả khoa học đầu tiên năm 1883.